# Shingle Springs
Shingle Springs és una concentració de població designada pel cens dels Estats Units a l'estat de Califòrnia. Segons el cens del 2000 tenia 2.643 habitants.

## Demografia
Segons el cens del 2000, Shingle Springs tenia 2.643 habitants, 951 habitatges, i 731 famílies. La densitat de població era de 195,9 habitants/km².
Dels 951 habitatges en un 37,3% hi vivien nens de menys de 18 anys, en un 58,8% hi vivien parelles casades, en un 13,8% dones solteres, i en un 23,1% no eren unitats familiars. En el 18,5% dels habitatges hi vivien persones soles el 9% de les quals corresponia a persones de 65 anys o més que vivien soles. El nombre mitjà de persones vivint en cada habitatge era de 2,76 i el nombre mitjà de persones que vivien en cada família era de 3,12.
Per edats la població es repartia de la següent manera: un 29,4% tenia menys de 18 anys, un 8,5% entre 18 i 24, un 24% entre 25 i 44, un 24,5% de 45 a 60 i un 13,7% 65 anys o més.
L'edat mitjana era de 38 anys. Per cada 100 dones de 18 o més anys hi havia 87,5 homes.
La renda mitjana per habitatge era de 55.100 $ i la renda mitjana per família de 59.263 $. Els homes tenien una renda mitjana de 48.026 $ mentre que les dones 31.635 $. La renda per capita de la població era de 25.795 $. Entorn del 5,9% de les famílies i el 6,1% de la població estaven per davall del llindar de pobresa.

## Poblacions més properes
El següent diagrama mostra les poblacions més properes.